# Голям сив делфин
Голям сив делфин още делфин на Рисо (Grampus griseus) е вид бозайник от семейство Делфинови (Delphinidae). Възникнал е преди около 3,6 млн. години по времето на периода неоген. Видът не е застрашен от изчезване.

## Разпространение и местообитание
Разпространен е в Австралия, Алжир, Ангола, Ангуила, Антигуа и Барбуда, Аржентина, Аруба, Барбадос, Бахамски острови, Бермудски острови, Бразилия, Великобритания, Венецуела, Виетнам, Габон, Гамбия, Гана, Гваделупа, Гватемала, Гвинея-Бисау, Германия, Гибралтар, Гренада, Гуам, Гърнси, Гърция, Дания, Джърси, Доминика, Еквадор, Йемен, Израел, Индия, Индонезия, Иран, Ирландия, Испания, Италия, Кайманови острови, Канада, Китай, Колумбия, Коморски острови, Коста Рика, Кот д'Ивоар, Куба, Ливан, Мавриций, Мадагаскар, Майот, Малдиви, Малки далечни острови на САЩ (Мидуей), Малта, Мароко, Мексико, Нова Зеландия, Нова Каледония, Обединени арабски емирства, Оман, Острови Кук, Панама, Папуа Нова Гвинея, Перу, Провинции в КНР, Русия, Самоа, САЩ, Сейшели, Сирия, Словения, Соломонови острови, Сомалия, Тайван, Танзания, Тонга, Тринидад и Тобаго, Тунис, Турция, Уругвай, Филипини, Франция, Френска Полинезия, Френски южни и антарктически територии (Нормандски острови), Хаити, Хърватия, Чили, Швеция, Шри Ланка, Южна Африка, Южна Корея, Ямайка и Япония.
Обитава крайбрежията на океани, морета и заливи в райони с тропически, умерен и субтропичен климат.

## Описание
Теглото им е около 387,5 kg.
Продължителността им на живот е около 20 години.